# Studiolo de Francesc I
L'studiolo de Francisco I era un studiolo o petita estança del Palazzo Vecchio de Florencia, construïda per ordre de Francesc I de Mèdici, en el qual el duc es dedicava a activitats i interessos privats. La decoració formava part d'un ambiciós pla decoratiu en què van participar els millors pintors manieristes del moment, encapçalats per Giorgio Vasari, que es va encarregar de la direcció del projecte, ajudat pels humanistes Giovan Battista Adriani i Vincenzo Borghini.

## Història

### El refugi del príncep alquimista
Aquest gabinet era en part despatx, en part laboratori i en part gabinet de curiositats. Aquí Francesc I practicava a l'alquímia i gaudia de la seva col·lecció d'objectes rars, rodejat d'una sèrie de pintures temàtiques de gran mida.
Els murs contenen trenta-quatre pintures de temàtica mitològica, religiosa i representativa d'activitats humanes diverses. Mirabello Cavalori hi va aportar la Fàbrica de llanes, i Giovanni Battista Naldina hi va pintar Mansió dels Somnis, potser relacionada amb el dormitori adjacent de Francesc I. Un retrat de la mare del duc (Leonor de Toledo) obra de Bronzino, presidia l'estança. La distribució original de les obres es objecte d'especulació.
Aquest studiolo, que va ser el refugi secret del gran duc Francesc, personatge de caràcter complicat i taciturn, va ser oblidat després de la mort del príncep. Desmantellat en 1590 pel nou governant, el seu germà Fernando I de Médici, va ser reconstruït al segle xx com una raresa digna de visitar.
Malgrat la seva mala fortuna posterior, l'studiolo representa la culminació del que es va dir alta maniera, si no en qualitat, sí en representativitat del que va significar aquest estil, que va entrar poc després en decadència, superat pel moviment contramanierista i el posterior barroc.

### Recuperació de l'studiolo
Ja abans de la mort del duc, el seu studiolo va començar a desmantellar-se. Moltes de les obres que contenia van ser mogudes a la Tribuna dels Uffizi i va ser oblidat durant segles. Tot i així, l'any 1910, Giovanni Poggio, superintendent de bens culturals de la Toscana, i Alfredo Lensi, cap de l'Oficina per a les Arts de la Comuna de Florència, van redescobrir la ubicació de l'habitació. Va ser possible recuperar els trenta-quatre quadres que originalment decoraven les parets de l'estància i les vuit estàtues de bronze.

## Artistes que van contribuir en la decoració de l'studiolo

### Pintors
- Niccolò Betti, Saqueig d'un poble
- Ludovico Buti L'Armería, Apol·lo i Quiró
- Giovanni Maria Butteri, Descobriment del vidre, Vidrieria
- Vittore Casini, Forja de Vulcà
- Mirabello Cavalori.[2]
- Jacopo Coppi, anomenat "il Meglio", Invenció de la pólvora,[3] La familia de Darios davant d'Alexandre el Gran
- Francesco del Coscia, Juno demana a Venus el seu cinturó
- Giovanni Fedini, L'anell de Policrates
- Alessandro Fei, anomenat Alessandro del Barbiere, El taller de l'orfebre
- Sebastiano Marsili, Hipòmenes i Atalanta
- Girolamo Macchietti,[4] i Els banys de Pozzuoli
- Andrea del Minga, Deucalió i Pirra
- Francesco Morandini (anomenat "il Poppi"), Foneria del bronze
- Giovanni Battista Naldini, Alegoria dels somnis i Recollida de l'àmbre gris.
- Carlo Portelli, Neptú y Amfitrite, Océà regala cargol a Pan
- Maso da San Friano,[5] Mina de diamants
- Giovanni Stradano,[6] Ulisses, Mercuri i Circe
- Santi di Tito,[7] Pas del mar Roig
- Bartolomeo Traballesi, Danae
- Lorenzo Vaiani "dello Sciorina", Hèrcules mata el drac de las Hespèrides
- Giorgio Vasari, Perseu i Andròmeda
- Jacopo Zucchi, Mina d'or

A més, Francesco Morandini i Jacopo Zucchi es van encarregar de la decoració dels sostres de les estada.

### Escultors
- Vincenzo de'Rossi, Vulcà
- Stoldo Lorenzi, Amfitrite
- Vincenzo Danti, Venus
- Elia Candido, Bòreas
- Giovanni Bandini, Juno
- Bartolomeo Ammanati, Ops (Abundància)
- Domenico Poggini, Pluto (Riquesa)